# Moni Moshonov
Moni Moshonov född 18 augusti 1951, israelisk skådespelare. 

## Filmografi (urval)
- 1977 - Masa Alunkot
- 1981 - Ha Ish She Ba Lakahat
- 1987 - Deadline
- 1992 - Kvalim
- 1997 - Ha Miklachat
- 2002 - Kedma
- 2004 - Lirkod